# Попов, Николай Григорьевич
Николай Григорьевич Попов (6 декабря 1864 — 8 декабря 1932, Москва) — протоиерей Православной российской церкви, протопресвитер обновленческой церкви, историк-византинист.

## Биография
Родился 6 (18) декабря 1864 года в селе Свияжье Звенигородского уезда Московской губернии в семье священника Григория Алексеевича Попова.
Окончил Заиконоспасское духовное училище (1880), Московскую духовную семинарию (1887), Московскую духовную академию со степенью кандидата богословия (1892). За диссертацию «Император Лев VI Мудрый и его царствование в церковно-историческом отношении», выполненную под руководством А. П. Лебедева, в 1893 году получил степень магистра богословия.
С 1892 года псаломщик в Казанском храме у Калужских ворот в Москве, преподаватель русского и церковнославянского языков в Звенигородском духовном училище, коллежский асессор.
В 1895—1907 годах преподаватель латинского языка и церковной истории в Московской духовной семинарии.
С октября 1896 законоучитель, с 1899 года профессор богословия в Московском инженерном училище ведомства путей сообщения иерей и настоятель Николаевского храма при нём. Председатель Комиссии для производства испытаний на звание учителя церковно-приходских школ и Братства прп. Саввы Сторожевского.
Одновременно с 1901 года приват-доцент Московского университета по кафедре гражданской истории Византии (до 1917) и с 1907 года законоучитель в 11-й московской мужской гимназии.
Депутат епархиальных съездов (1910–1916), член Комиссии по церковному праву при Московском юридическом обществе (1911) и наблюдательной Комиссии по учреждениям Московского попечительства о бедных духовного звания, учредитель и директор частной мужской гимназии (1912), гласный Московского губернского земского собрания (1913), протоиерей (1916), член Исполнительного комитета объединенного духовенства Московской епархии, делегат Всероссийского съезда духовенства и мирян, работал в I, II и III отделах Предсоборного совета (1917).
В 1917—1918 годах член Поместного собора Православной Российской Церкви, участвовал во всех трёх сессиях, член II отдела.
В 1918—1922 годах преподаватель в Православной народной академии, читал курс «Христианское жизнепонимание и жизнеустроение» (нравственное богословие).
С 1919 года служил в московском Богоявленском храме в Елохове.
В 1920—1923 годах профессор истории Византийской Церкви в Московской духовной академии (в этот период академия действовала неофициально).
С 1922 года член московского комитета «Живой церкви», идеолог обновленчества. В 1922—1923 годах член Высшего церковного управления. Участник обновленческих соборов 1923 и 1925 годов, входил в состав обновленческого Священного Синода. С 1923 года профессор церковной истории, а затем патрологии и каноники в обновленческой Московской богословской академии, с 1924 года доктор церковного права. С 1927 года обновленческий протопресвитер.
Похоронен у алтаря Воскресенского храма на Ваганьковском кладбище в Москве.

## Семья
Обвенчан с Верой Евграфовной Никольской, дети: Алексей, Сергей.

## Награды
Награжден набедренником (1899), скуфьей (1903), камилавкой (1906) и наперсным крестом (1910), орденом св. Анны III степени (1914).

## Публикации
- Император Лев VI Мудрый и его царствование в церковно-историческом отношении. — М.: тип. А. И. Снегиревой, 1892. — [374] с.
  - Император Лев VI Мудрый и его царствование в церковно-историческом отношении. — М.: Изд-во Крутицкого подворья: О-во любителей церковной истории, 2008. — LV, 304, [19] с. (репринт)
- Тысячелетие первого гражданского закона о церковном венчании браков // Руководство для сельских пастырей, 1892.
- Об изучении византийской истории: Речь, произнес. в собр. Моск. духов. акад., 14 марта 1893 г., пред защитой магистер. дисс. // Богословский вестник. — 1893. — № 9.
- Страница из жизни византийских императоров // Радость христианина. — 1893.
- К византийской история X в. // Летопись Историко-филологического общества при Императорском Новороссийском университете, IV, византийское отделение, 1894.
- Русский язык в духовных училищах // Филологические записки. — 1897.
- Верный путь к счастию : (Новогод. благожелание). — М.: Унив. тип., 1897. — 13 с.
- Власть кумиров в храме истины. О препятствиях к утверждению христианства: Религиозно-философский очерк. — М.: Т-во скоропеч. А. А. Левенсон, 1900. — 96 с.
- Разбор книги г. Соколова «Иерархия англиканской епископальной церкви» : (Ответ на ст. г. Соколова в «Богословском вестнике» за сент. 1898 г.) — М.: Типо-лит. Д. А. Бонч-Бруевича, 1900. — 106 с.
- К учению о благодати священства // Вера и Церковь. 1901. — № 8.
- Торжество в Биарице; Сюрпризы Ватикана; Профессор Д. Ф. Голубинский // Русский паломник. 1903. — № 11, 41, 51.
- На земских курсах // Вера и Церковь. 1904. — № 4.
- Верное употребление талантов // Душеполезное чтение. 1904. — Ч. 1.
- Заслуги Византии пред Европой. — М.: Комис. по устройству чтений для рабочих, 1905. — 66 с. — (Чтения для московских фабрично-заводских рабочих. Всеобщая история; Вып. 2).
- По вопросу о составе предстоящего церковного собора // Богословский вестник. — 1906. — № 5.
- Атеизм и его происхождение, влияние на науку и жизнь // Странник. 1907. — № 1.
- Византийские патриархи (Историческая справка) // Богословский вестник. — 1907. — № 4.
- Пожертвования на голодающих // Христианин. 1907. — № 5-7.
- Введение в православное богословие. — М., 1907.
- Турция и Греция: Воспоминания, впечатления участника Моск. унив. экскурсии 1903 г. — М.: Унив. тип., 1907. — 126 с.
- О божестве и человечестве: Курс после катехизиса. — Сергиев Посад : тип. Св.-Тр. Сергиевой лавры, 1908. — IV, 191 с.
- Возражения против христианства как вероучения; К биографии «друга и богомольца» Гоголя о. Матфея // Душеполезное чтение. 1909. — № 2-4.
- Памяти заслуженного ординарного профессора Императорского Московского университета прот. Н. А. Елеонского // Душеполезное чтение. 1910. — № 12.
- Очерки по гражданской истории Византии (за время Македонской династии). — М., 1913.
- Константинополь: Его прошлое и настоящее: (Ист.-топогр. очерк). — Сергиев Посад: тип. Св.-Тр. Сергиевой лавры, 1915. — 38 с.
- Очерки по гражданской истории Византии за время Македонской династии / Н. Попов, прив.-доц. Имп. Моск. ун-та. — 2-е изд. — [Москва]: О-во взаимопомощи студентов-филологов И.М.У., 1916. — 378 с.
- О восстановлении в священном сане // Живая Церковь. 1923. — № 11 (1). — С. 16-19.
- Крах церковной контрреволюции и перспективы церковной реформы // Коммунистическая революция. 1923. — № 10 (44).
- О богослужебном языке русской православной церкви. — Самара: Церковная жизнь, 1926. — 4 с.
- Второбрачие священнослужителей / Проф. прот. Н. Г. Попов. — Самара: Церковная жизнь, 1926. — 10 с.
- Изменяемость канонов в отношении к церковным преобразованиям. — Самара, 1926 (тип. № 1 «Полиграфпрома» им. т. Мяги). — 4 с.
- По поводу толков о мнимой «самочинности» и «безблагодатности» нового церковного управления и подчиняющейся ему иерархии / Проф. прот. Н. Г. Попов. — Самара : Церковная жизнь, 1926. — 8 с.
- Всероссийский Церковный Собор 1917-18 гг. // Вестник Священного Синода. 1929. — № 9/12 (Дело. С. 455—459).